# Chiesa dei Santi Vittore e Corona (Voltago Agordino)
La chiesa dei Santi Vittore e Corona è la parrocchiale di Voltago Agordino, in provincia di Belluno e diocesi di Belluno-Feltre; fa parte della convergenza foraniale di Agordo-Livinallongo.

## Storia
L'originaria chiesa di Voltago probabilmente era già esistente nel XII secolo, anche se la prima citazione che ne certifica la presenza risale al 1388.
Nel 1664 iniziarono i lavori costruzione della nuova chiesa, che, disegnata dai capimastri Antonio e Pier Antonio Romeli, venne portata a termine nel 1667.
Alcuni decenni dopo, nel 1707 si provvide a rimaneggiare il campanile e il 9 agosto dell'anno seguente i fedeli chiesero al vescovo Giovanni Francesco Bembo, che era giunto in paese durante la sua visita pastorale, di concedere alla loro chiesa il fonte battesimale e la conservazione dell'Eucarestia; il permesso fu accordato e quattro giorni dopo lo stesso presule procedette alla benedizione della pisside. 
Inoltre, a Voltago s'insediò pure un cappellano stabile; la chiesa fu eretta a parrocchiale il 14 settembre 1784.
Tra il 1864 e il 1868 la torre campanaria venne sopraelevata.

## Descrizione

### Esterno

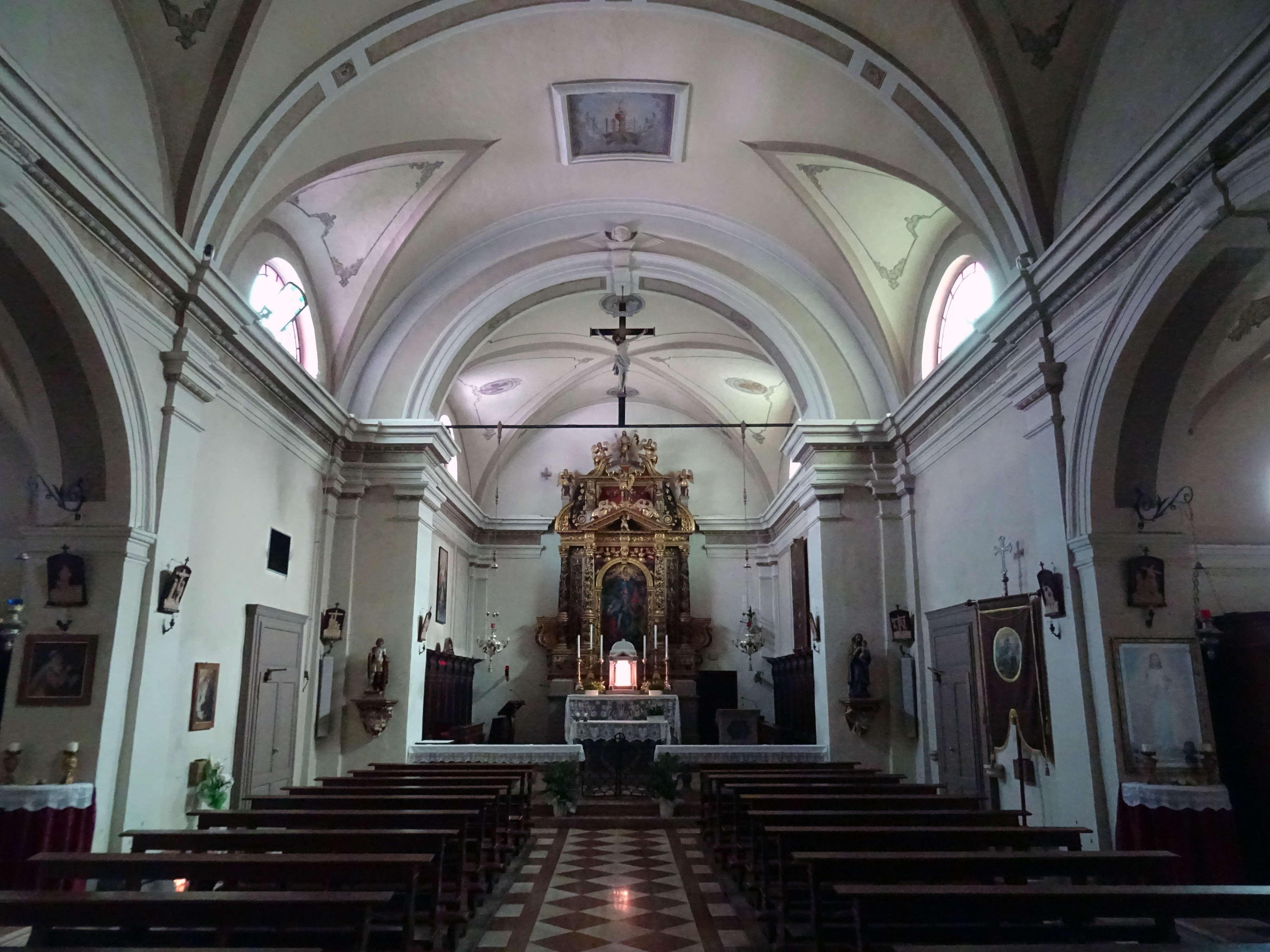
Interno

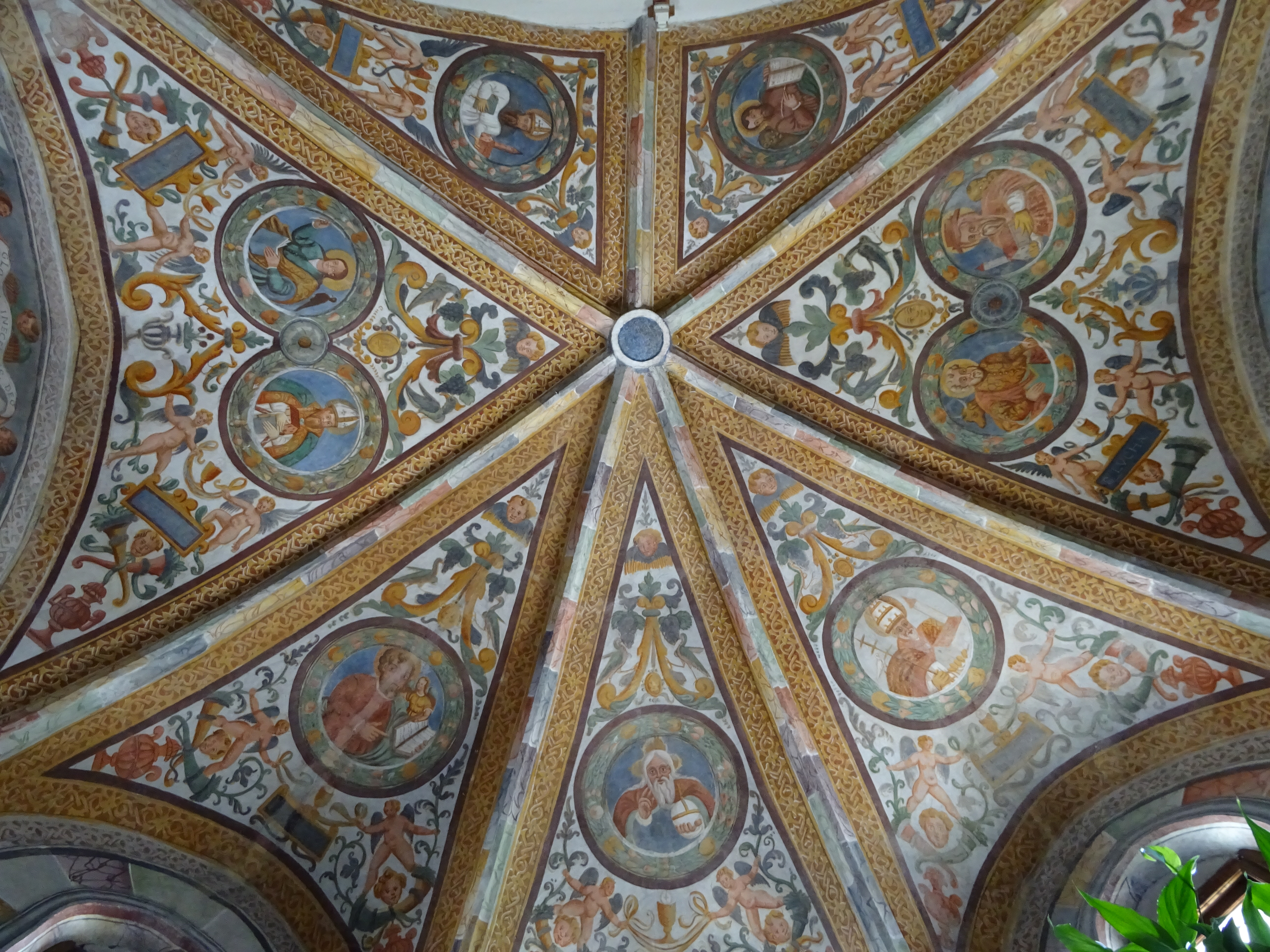
Gli affreschi cinquecenteschi sulla volta della cappella laterale

La facciata a capanna della chiesa, intonacata e rivolta a nordovest, presenta al centro il portale d'ingresso, sormontato da una lunetta a tutto sesto, e sopra una finestra semicircolare murata e un oculo.
Annesso alla parrocchiale è il campanile a base quadrata, che presenta una doppia cella suddivisa da una cornice marcapiano in due registri, sull'inferiore dei quali si aprono delle monofore e sul superiore delle bifore; come coronamento vi è la guglia piramidale.

### Interno
All'interno dell'edificio, che si compone di un'unica navata, sono conservate diverse opere di pregio, tra le quali l'altare maggiore, costruito nel 1687 da Fioravante Costa, la pala che rappresenta la Madonna con Bambino con i santi Vittore, Corona e Giuseppe, eseguita nel 1642 da Francesco Frigimelica il Vecchio, l'altare laterale della Madonna, realizzato nel 1638 da Guglielmo Stuccador, la raffigurazione della Madonna della Cintura, risalente al 1840, la pala che rappresenta la Santissima Trinità con i santi Osvaldo, Valentino e Lucano, eseguita da Giovanni Pante, e l'altare secondario intagliato da Giovanni Auregne nel 1647. La cappella laterale, che costituiva l'abside dell'originaria chiesa gotica, è ornata da affreschi risalenti al 1510, raffiguranti i quattro evangelisti i quattro Padri della Chiesa e scene della Natività.